# Iwan Thomas
Iwan Gwyn Thomas (né le 5 janvier 1974 à Farnborough, Londres) est un athlète britannique (gallois), spécialiste du 400 mètres.

## Carrière
Il représente la Grande-Bretagne aux Jeux olympiques et le Pays de Galles aux Jeux du Commonwealth. C'est le détenteur du record britannique du 400 m (44 s 36). Il a été Champion d'Europe, champion du Commonwealth et champion du monde (relais 4 × 400 m).

### Palmarès
| Année | Compétition           | Lieu         | Résultat | Épreuve   | Performance   |
| ----- | --------------------- | ------------ | -------- | --------- | ------------- |
| 1994  | Jeux du Commonwealth  | Victoria     | 7e       | 4 × 400 m | 3 min 07 s 80 |
| 1996  | Jeux olympiques       | Atlanta      | 5e       | 400 m     | 44 s 70       |
| 1996  | Jeux olympiques       | Atlanta      | 2e       | 4 × 400 m | 2 min 56 s 60 |
| 1997  | Championnats du monde | Athènes      | 6e       | 400 m     | 44 s 52       |
| 1997  | Championnats du monde | Athènes      | 1er      | 4 × 400 m | 2 min 56 s 65 |
| 1998  | Championnats d’Europe | Budapest     | 1er      | 400 m     | 44 s 52       |
| 1998  | Championnats d’Europe | Budapest     | 1er      | 4 × 400 m | 2 min 58 s 68 |
| 1998  | Jeux du Commonwealth  | Kuala Lumpur | 1er      | 400 m     | 44 s 52       |
| 1998  | Jeux du Commonwealth  | Kuala Lumpur | 3e       | 4 × 400 m | 3 min 01 s 86 |
| 2002  | Jeux du Commonwealth  | Manchester   | 2e       | 4 × 400 m | 3 min 00 s 41 |